# Мюррей, Билл
Уи́льям Джеймс Мю́ррей (англ. William James Murray; род. 21 сентября 1950, Эванстон, Иллинойс, США) — американский актёр, комик, кинорежиссёр, сценарист и продюсер. Лауреат двух премий «Эмми», «Золотого глобуса» и BAFTA. Наиболее известен по многолетним сотрудничествам с режиссёрами Уэсом Андерсоном и Софией Копполой, а также по ролям в фильмах «Охотники за привидениями» (1984), «Охотники за привидениями 2» (1989), «День сурка» (1993), «Ангелы Чарли» (2000), «Трудности перевода» (2003), «Сломанные цветы» (2005), «Охотники за привидениями: Наследники» (2021), «Человек-муравей и Оса: Квантомания» (2023) и «Охотники за привидениями: Леденящий ужас» (2024).

## Биография
Билл Мюррей родился в Эванстоне, штат Иллинойс, 21 сентября 1950 года. Он был пятым из девяти детей в семье ирландских католиков Эдварда Мюррея (Edward Murray) и Люсиль Дойл (Lucille Doyle). Трое из его братьев — Джон Мюррей, Джоэль Мюррей и Брайан Дойл-Мюррей — также являются актёрами.
Уильям Джеймс Мюррей – пятый из девяти детей ирландских католиков, предки которых эмигрировали в Америку еще в начале прошлого столетия. Трое его братьев (Джоэль, Джон и Брайан) также посвятили свою жизнь кинематографу. Детство и юность Билла прошли в пригороде Чикаго, в небольшой деревушке Уилметт. Отец Билла, Эдвард Мюррей, продавал древесину, мать, Люсиль Дойл, вела домашнее хозяйство и воспитывала детей. Билл Мюррей в детстве и сейчас Семья жила небогато, но дружно и весело. Отец пользовался непререкаемым авторитетом, и дети из кожи вон лезли, чтобы добиться его расположения. У Билла лучше всего получалось рассмешить главу семьи, который обладал весьма своеобразным чувством юмора, часто приводящим в замешательство остальных домочадцев. Билл Мюррей в молодости. Несмотря на то, что в семье строго соблюдались религиозные традиции и все дети посещали иезуитскую школу, Билл рос самым откровенным разгильдяем. Он прогуливал уроки, плохо учился и обожал издеваться над преподавателями. По-настоящему его интересовали лишь игра в гольф и занятия в школьном драмкружке, где было полно симпатичных девчонок. Молодой Билл Мюррей С грехом пополам окончив школу, юноша по настоянию родителей поступил на медицинские курсы при Денверском университете. Вдали от дома он совсем «съехал с катушек» и вместо занятий весело проводил время в компании новых друзей. Биллу нравилось находиться в центре внимания и эпатировать окружающих своими шутками и приколами. Но однажды он «перегнул палку» и в аэропорту сообщил, что в его сумке находится бомба. При обыске вместо взрывчатки у Мюррея нашли пакетик с марихуаной, про который он попросту забыл. После этого случая его исключили из колледжа.
Мюррей вернулся в Чикаго, где некоторое время перебивался случайными заработками, пока не попал в знаменитую чикагскую комедийную труппу «Second City».
Вскоре Мюррею предложили войти в основную труппу шоу «Субботним вечером в прямом эфире». Эта передача завоевала такую популярность, что Мюррея пригласили в Голливуд. Первым успехом актёра стала роль второго плана в известной комедии «Тутси», после которой о Мюррее заговорили критики. А уже в 1984 году, снявшись в фантастической комедии «Охотники за привидениями», Мюррей вознёсся на самую вершину голливудского Олимпа. В середине 80-х, после нашумевшего комедийного блокбастера «Охотники за привидениями» и провала в прокате драмы «Остриё бритвы» Билл Мюррей взял четырёхлетний тайм-аут, во время которого изучал французский язык в Сорбонне. Вся четверка братьев-актёров Мюррей появляется в фильме «Новая рождественская сказка» (1988).
Успехом пользовались и последующие картины с участием Мюррея, особенно «День сурка». Мюррею удался образ слегка уставшего от жизни, ироничного и даже циничного, но в глубине души доброго и порядочного человека. В то же время после «Дня сурка» в карьере Мюррея наступил спад: следующие пять лет у него практически не было интересных ролей.
Билл Мюррей является автором вышедшей в 1999 году книги «История Золушки: Моя жизнь в гольфе» («Cinderella Story: My Life in Golf»), в которой наряду с автобиографической повестью он публикует эссе о своей любви к игре в гольф.
В конце 1990-х в карьере Мюррея начался новый этап: он начал исполнять драматические роли в независимом американском кино, снимаясь у таких режиссёров, как Уэс Андерсон («Академия Рашмор», «Водная жизнь») и Джим Джармуш («Кофе и сигареты», «Сломанные цветы»). Большим успехом для актёра закончилась съёмка в экзистенциальной мелодраме «Трудности перевода» (2003) о взаимоотношениях двух одиноких американцев — взрослого состоявшегося мужчины (которого и сыграл Мюррей) и молодой девушки (Скарлетт Йоханссон) — оказавшихся в чужой для них Японии; эта роль принесла Биллу «Золотой глобус» и номинацию на «Оскар».

## Личная жизнь
25 января 1981 года Мюррей женился на Маргарет Келли. Свадьба состоялась в Лас-Вегасе, потом молодожёны провели повторную свадебную церемонию в Чикаго для своих семей. У них родилось двое сыновей — Гомер (род. 1982) и Люк (род. 1985).
Мюррей оставил Келли ради Дженнифер Батлер, и они развелись в 1996 году. В 1997 году Мюррей женился на Батлер. У них родилось четверо сыновей — Калеб (1993), Джексон (1995), Купер (1997) и Линкольн (2001). 12 мая 2008 года Батлер подала на развод, обвинив Мюррея в домашнем насилии, в неверности, в зависимости от секса, марихуаны и алкоголя. Бракоразводный процесс был завершён 13 июня 2008 года.

## Фильмография

### Актёр
| Год  |     | Русское название                                    | Оригинальное название                           | Роль                             |
| ---- | --- | --------------------------------------------------- | ----------------------------------------------- | -------------------------------- |
| 1976 | ф   | Следующая остановка — деревня Гринвич               | Next Stop, Greenwich Village                    | Ник Кесслер (в титрах не указан) |
| 1978 | ф   | Всё, что тебе нужно — это бабло                     | All You Need Is Cash                            | Билл «К» Мюррей, радиоведущий    |
| 1979 | ф   | Фрикадельки                                         | Meatballs                                       | Триппер Харрисон                 |
| 1979 | ф   | Mondo Video мистера Майка                           | Mr. Mike’s Mondo Video                          | прохожий                         |
| 1980 | ф   | Там, где бродит бизон                               | Where the Buffalo Roam                          | Хантер Томпсон                   |
| 1980 | ф   | Гольф-клуб                                          | Caddyshack                                      | Карл                             |
| 1980 | ф   | Потерянные башмаки                                  | Loose Shoes                                     | Лефти Шварц                      |
| 1981 | ф   | Добровольцы поневоле                                | Stripes                                         | Джон Уингер                      |
| 1982 | ф   | Тутси                                               | Tootsie                                         | Джефф Слейтер, драматург         |
| 1984 | ф   | «Остриё бритвы»                                     | The Razor's Edge                                | Ларри Даррелл                    |
| 1984 | ф   | Охотники за привидениями                            | Ghostbusters                                    | доктор Питер Венкман             |
| 1986 | ф   | Магазинчик ужасов                                   | Little Shop of Horrors                          | Артур Дентон                     |
| 1988 | ф   | У неё ребёнок                                       | She’s Having a Baby                             | камео                            |
| 1988 | ф   | Новая рождественская сказка                         | Scrooged                                        | Фрэнк Кросс                      |
| 1989 | ф   | Охотники за привидениями 2                          | Ghostbusters II                                 | доктор Питер Венкман             |
| 1989 | ф   | Квантовый скачок, сезон 2, эпизод 2 Ад на дискотеке | Quantum Leap, season 2, episode 2 Disco Inferno | ведущий телевикторины            |
| 1990 | ф   | Быстрые перемены                                    | Quick Change                                    | Гримм                            |
| 1991 | ф   | А как же Боб?                                       | What About Bob?                                 | Боб 'Бобби' Уайли                |
| 1993 | ф   | День сурка                                          | Groundhog Day                                   | Фил Коннорс                      |
| 1993 | ф   | Бешеный пёс и Глория                                | Mad Dog and Glory                               | Фрэнк                            |
| 1994 | ф   | Эд Вуд                                              | Ed Wood                                         | Банни Брекинридж                 |
| 1996 | ф   | Заводила                                            | Kingpin                                         | Эрни МакКрекен                   |
| 1996 | ф   | Больше, чем жизнь                                   | Larger Than Life                                | Джек Коркоран                    |
| 1996 | ф   | Космический джем                                    | Space Jam                                       | камео                            |
| 1997 | ф   | Человек, который знал слишком мало                  | The Man Who Knew Too Little                     | Уолли Ритчи                      |
| 1998 | ф   | Дикость                                             | Wild Things                                     | Кен Боуден                       |
| 1998 | ф   | С такими друзьями, как эти…                         | With Friends Like These…                        | Морис Мельник                    |
| 1998 | ф   | Академия Рашмор                                     | Rushmore                                        | Герман Блум                      |
| 1999 | ф   | Колыбель будет качаться                             | Cradle Will Rock                                | Томми Крикшоу                    |
| 1999 | ф   | Честь скаута                                        | Scout’s Honor                                   | Джек Форделл                     |
| 2000 | ф   | Гамлет                                              | Hamlet                                          | Полоний                          |
| 2000 | ф   | Ангелы Чарли                                        | Charlie’s Angels                                | Босли                            |
| 2001 | ф   | Поговорим о сексе                                   | Speaking of Sex                                 | Эзри Стовалль                    |
| 2001 | ф   | Осмосис Джонс                                       | Osmosis Jones                                   | Фрэнк Деторре                    |
| 2001 | ф   | Семейка Тененбаум                                   | The Royal Tenenbaums                            | Рейли Сент-Клер                  |
| 2003 | ф   | Трудности перевода                                  | Lost in Translation                             | Боб Харрис                       |
| 2003 | ф   | Кофе и сигареты (новелла «Delirium»)                | Coffee and Cigarettes                           | официант Билл Мюррей (камео)     |
| 2004 | ф   | Гарфилд                                             | Garfield                                        | голос Гарфилда                   |
| 2004 | ф   | Водная жизнь со Стивом Зиссу                        | The Life Aquatic with Steve Zissou              | Стив Зиссу                       |
| 2005 | ф   | Сломанные цветы                                     | Broken Flowers                                  | Дон Джонстон                     |
| 2005 | ф   | Потерянный город                                    | The Lost City                                   | писатель                         |
| 2006 | ф   | Гарфилд 2: История двух кошечек                     | Garfield’s A Tale of Two Kitties                | голос Гарфилда                   |
| 2007 | ф   | Поезд на Дарджилинг. Отчаянные путешественники      | The Darjeeling Limited                          | бизнесмен                        |
| 2008 | ф   | Город Эмбер: Побег                                  | City of Ember                                   | мэр Коул                         |
| 2008 | ф   | Напряги извилины                                    | Get Smart                                       | агент 13                         |
| 2009 | ф   | Пределы контроля                                    | The Limits of Control                           | американец                       |
| 2009 | ф   | Добро пожаловать в Zомбилэнд                        | Zombieland                                      | камео                            |
| 2009 | ки  | Ghostbusters: The Video Game                        | Ghostbusters: The Video Game                    | доктор Питер Венкман             |
| 2009 | ф   | Похороните меня заживо                              | Get Low                                         | Фрэнк Куинн                      |
| 2009 | мф  | Бесподобный мистер Фокс                             | Fantastic Mr. Fox                               | голос Бэджера                    |
| 2010 | ф   | Игры страсти                                        | Passion Play                                    | Хэппи Шеннон                     |
| 2011 | мф  | Красная Шапка против зла                            | Hoodwinked Too! Hood VS. Evil                   | голос мистера Аллигатора         |
| 2012 | ф   | Умопомрачительные фантазии Чарльза Свона — третьего | A Glimpse Inside the Mind of Charles Swan III   | Сол                              |
| 2012 | ф   | Королевство полной луны                             | Moonrise Kingdom                                | мистер Бишоп                     |
| 2012 | ф   | Гайд-Парк на Гудзоне                                | Hyde Park on Hudson                             | Франклин Рузвельт                |
| 2014 | ф   | Охотники за сокровищами                             | The Monuments Men                               | Ричард Кэмпбелл                  |
| 2014 | ф   | Отель «Гранд Будапешт»                              | The Grand Budapest Hotel                        | M. Иван                          |
| 2014 | ф   | Святой Винсент                                      | St. Vincent                                     | Винсент Маккенна                 |
| 2014 | мтф | Что знает Оливия?                                   | Olive Kitteridge                                | Джек Кеннисон                    |
| 2015 | ф   | Алоха                                               | Aloha                                           | Карсон Уэлш                      |
| 2015 | ф   | Очень мюрреевское Рождество                         | A Very Murray Christmas                         | Билл Мюррей                      |
| 2015 | ф   | Рок на Востоке                                      | Rock the Kasbah                                 | Ричи Ленс музыкальный продюсер   |
| 2015 | ки  | Lego Dimensions                                     | Lego Dimensions                                 | доктор Питер Венкман             |
| 2016 | ф   | Книга джунглей                                      | The Jungle Book                                 | голос Балу                       |
| 2016 | ф   | Охотники за привидениями                            | Ghostbusters                                    | доктор Мартин Хейсс              |
| 2018 | мф  | Остров собак                                        | Isle of Dogs                                    | Босс (озвучка)                   |
| 2019 | ф   | Мёртвые не умирают                                  | The Dead Don't Die                              | шериф Клифф Робертсон            |
| 2019 | ф   | Zомбилэнд: Контрольный выстрел                      | Zombieland: Double Tap                          | камео                            |
| 2020 | ф   | Последняя капля                                     | On the Rocks                                    | Феликс                           |
| 2021 | ф   | Французский вестник                                 | The French Dispatch                             | Артур Ховитцер-младший           |
| 2021 | ф   | Охотники за привидениями: Наследники                | Ghostbusters: Afterlife                         | Питер Венкман                    |
| 2022 | ф   | За пивом!                                           | Greatest Beer Run Ever                          | Бармен                           |
| 2023 | ф   | Человек-муравей и Оса: Квантомания                  | Ant-Man and the Wasp: Quantumania               | Лорд Крайлар                     |
| 2024 | ф   | Охотники за привидениями: Леденящий ужас            | Ghostbusters: Frozen Empire                     | Питер Венкман                    |
| 2024 | ф   | Верный друг                                         | The Friend                                      | Уолтер Мередит                   |
| 2024 | ф   | Чокнутые                                            | Riff Raff                                       | «Левша»                          |
| 2025 | ф   | Финикийская схема                                   | The Phoenician Scheme                           | Господь                          |

### Режиссёр
- 1990 — «Быстрые перемены» / Quick Change

### Сценарист
- 1984 — «Остриё бритвы» / The Razor’s Edge
- 1980 — «Билл Мюррей живьём из второго города» (телевизионный)
- 1975—1977 — телепередача «Субботним вечером в прямом эфире»

### Продюсер
- 1990 — «Быстрые перемены» / Quick Change
- 1980 — «Билл Мюррей живьём из второго города» (телевизионный)

## Награды и номинации
| Премия                         | Год  | Фильм                              | Категория                                                                 | Результат |
| ------------------------------ | ---- | ---------------------------------- | ------------------------------------------------------------------------- | --------- |
| «Оскар»                        | 2004 | «Трудности перевода»               | Лучшая мужская роль                                                       | Номинация |
| «Золотой глобус»               | 1985 | «Охотники за привидениями»         | Лучшая мужская роль — комедия или мюзикл                                  | Номинация |
| «Золотой глобус»               | 1999 | «Академия Рашмор»                  | Лучшая мужская роль второго плана                                         | Номинация |
| «Золотой глобус»               | 2004 | «Трудности перевода»               | Лучшая мужская роль — комедия или мюзикл                                  | Победа    |
| «Золотой глобус»               | 2013 | «Гайд-Парк на Гудзоне»             | Лучшая мужская роль — комедия или мюзикл                                  | Номинация |
| «Золотой глобус»               | 2015 | «Святой Винсент»                   | Лучшая мужская роль — комедия или мюзикл                                  | Номинация |
| «Золотой глобус»               | 2015 | «Что знает Оливия?»                | Лучшая мужская роль второго плана — мини-сериал, телесериал или телефильм | Номинация |
| «Золотой глобус»               | 2021 | «Последняя капля»                  | Лучшая мужская роль второго плана                                         | Номинация |
| BAFTA                          | 2004 | «Трудности перевода»               | Лучшая мужская роль                                                       | Победа    |
| Прайм-таймовая премия «Эмми»   | 1977 | «Субботним вечером в прямом эфире» | Лучший сценарий комедийной телепрограммы                                  | Победа    |
| Прайм-таймовая премия «Эмми»   | 1979 | «Субботним вечером в прямом эфире» | Лучшая комедийная телепрограмма                                           | Номинация |
| Прайм-таймовая премия «Эмми»   | 2015 | «Что знает Оливия?»                | Лучшая мужская роль второго плана в мини-сериале или фильме               | Победа    |
| Прайм-таймовая премия «Эмми»   | 2016 | «Очень мюрреевское Рождество»      | Лучший телефильм                                                          | Номинация |
| «Выбор критиков»               | 2002 | «Семейка Тененбаум»                | Лучший актёрский состав                                                   | Номинация |
| «Выбор критиков»               | 2004 | «Трудности перевода»               | Лучшая мужская роль                                                       | Номинация |
| «Выбор критиков»               | 2005 | «Водная жизнь Стива Зиссу»         | Лучший актёрский состав                                                   | Номинация |
| «Выбор критиков»               | 2013 | «Королевство полной луны»          | Лучший актёрский состав                                                   | Номинация |
| «Выбор критиков»               | 2015 | «Святой Винсент»                   | Лучший комедийный актёр                                                   | Номинация |
| «Выбор критиков»               | 2015 | «Отель „Гранд Будапешт“»           | Лучший актёрский состав                                                   | Номинация |
| «Выбор критиков»               | 2021 | «Последняя капля»                  | Лучшая мужская роль второго плана                                         | Номинация |
| «Выбор телевизионных критиков» | 2015 | «Что знает Оливия?»                | Лучшая мужская роль второго плана — мини-сериал, телесериал или телефильм | Победа    |
| «Независимый дух»              | 1999 | «Академия Рашмор»                  | Лучшая мужская роль второго плана                                         | Победа    |
| «Независимый дух»              | 2004 | «Трудности перевода»               | Лучшая мужская роль                                                       | Победа    |
| «Независимый дух»              | 2011 | «Похороните меня заживо»           | Лучшая мужская роль                                                       | Номинация |
| «Сатурн»                       | 1990 | «Новая рождественская сказка»      | Лучшая мужская роль                                                       | Номинация |
| «Сатурн»                       | 1994 | «День сурка»                       | Лучшая мужская роль                                                       | Номинация |
| «Спутник»                      | 1999 | «Академия Рашмор»                  | Лучшая мужская роль второго плана — комедия или мюзикл                    | Победа    |
| «Спутник»                      | 2000 | «Колыбель будет качаться»          | Лучшая мужская роль второго плана — комедия или мюзикл                    | Номинация |
| «Спутник»                      | 2004 | «Трудности перевода»               | Лучшая мужская роль — комедия или мюзикл                                  | Победа    |
| «Спутник»                      | 2005 | «Водная жизнь Стива Зиссу»         | Лучшая мужская роль — комедия или мюзикл                                  | Номинация |
| «Спутник»                      | 2005 | «Сломанные цветы»                  | Лучшая мужская роль — комедия или мюзикл                                  | Номинация |
| «Спутник»                      | 2010 | «Похороните меня заживо»           | Лучшая мужская роль второго плана                                         | Номинация |
| «Спутник»                      | 2021 | «Последняя капля»                  | Лучшая мужская роль второго плана                                         | Номинация |
| Премия Гильдии продюсеров США  | 2016 | «Очень мюрреевское Рождество»      | Лучший телефильм                                                          | Номинация |
| Премия Гильдии киноактёров США | 2004 | «Трудности перевода»               | Лучшая мужская роль                                                       | Номинация |
| Премия Гильдии киноактёров США | 2015 | «Отель „Гранд Будапешт“»           | Лучший актёрский состав                                                   | Номинация |
| Премия Гильдии киноактёров США | 2016 | «Очень мюрреевское Рождество»      | Лучшая мужская роль в телефильме или мини-сериале                         | Номинация |